# Фиппс, Эрик
Эрик Фиппс (англ. Eric Clare Edmund Phipps; 27 октября 1875, Мадрид — 13 августа 1945, Лондон) — дипломат Великобритании.
Входил в Тайный совет Великобритании с 1933 года.
Правнук Генри Фипса и Джона Хайндмарша. Его отец К. Фиппс был посланником Великобритании в Бельгии в 1900—1906 годах.
Окончил Парижский университет.
На дипломатической службе с 1899 года.
В 1928—1933 годах посланник Великобритании в Австрии.
В 1933—1937 годах посол Великобритании в Германии.
В 1937—1939 годах посол Великобритании во Франции.